# Прозорова, Людмила Андреевна
Людмила Андреевна Прозорова (8 октября 1928, Москва — 27 апреля 2016) — российский физик-экспериментатор, специалист в области магнетизма, физики низких температур и техники СВЧ, член-корреспондент РАН.

## Биография
Родилась в Москве 8 октября 1928 года. Внучка психиатра Леонида Алексеевича Прозорова.
В 1946—1952 училась на физическом факультете МГУ, дипломная работа — «Измерение диэлектрической проницаемости газообразного гелия на сверхвысоких частотах».
С 1952 г. — в Институте физических проблем АН СССР (РАН): аспирант (1952—1955), инженер (1955—1958), младший (1958—1972), старший (1972—1986), ведущий научный сотрудник (1986—2003), главный научный сотрудник (с 2003).
Доктор физико-математических наук (1976). Профессор (1996).
Член-корреспондент РАН (2003).
Автор научных работ в области низкоразмерного магнетизма, нелинейной спиновой динамики магнитоупорядоченных кристаллов, магнитного резонанса, антиферромагнетизма, применения методов магнитного резонанса в физике конденсированного состояния.
В 1969 году открыла (совм. с акад. А. С. Боровиком-Романовым) параметрическое возбуждение магнонов в антиферромагнетиках, впервые обнаружила отрицательное нелинейное затухание (1972), распространение пакетов спиновых волн (1974), взаимодействие магнонов между собой (1978) и другими квазичастицами (1982), изучала излучение магнонов (1983).
Выполнила работы по изучению спиновой динамики квазиодномерных антиферромагнетиков с неколлинеарной магнитной структурой (1988—1993), влиянию на их свойства димагнитного разбавления (1996) и направленного искажения кристаллической структуры давлением (2003).
Умерла 27 апреля 2016 года. Похоронена в Москве на Кунцевском кладбище.

## Награды и премии
- Орден Дружбы (12 апреля 2010 года) — за достигнутые трудовые успехи и многолетнюю плодотворную работу[3].